# Tyla Wynn
Tyla Wynn (Lubbock, Texas; 16 de octubre de 1982) es una actriz pornográfica estadounidense.
Viviendo aún en Lubbock se mudó a Lancaster, California durante su niñez. Entró a la industria pornográfica al conseguirle su agente, en la agencia de modelos So Cal Pro Models, una escena fetiche de pies con Jennifer Luv.

## Premios
- 2005 Premios AVN por mejor escena de mujeres (Video) – The Violation of Audrey Hollander (con Audrey Hollander, Ashley Blue, Gia Paloma, Brodi y Kelly Kline)[3]
- 2005 Premio XRCO Por mejor escena Chica/Chica – The Violation of Audrey Hollander[4]